# Enric II de Brabant
Enric II de Brabant (1207–1248), va ser duc de Brabant des de 1235 fins al 1248. Era el fill d'Enric I, primer duc de Brabant, i de Matilde de Boulogne.
Acabat de néixer, va ser promès amb una filla de Felip de Suàbia, rei dels Romans i competidor d'Otó IV de Brunswick. El seu pare el va donar com a ostatge en diverses ocasions, i apareix en les cartes i diplomes al costat del seu pare des 1221. Va ser nomenat cavaller el 1226. El 1228, es va distingir en una campanya contra l'arquebisbe de Colònia.
Va succeir al seu pare el 1235. El 1237, va participar en la guerra entre el bisbe de Lieja i la família de Limburg, i després en les lluites de poder que es van desfermar després de la mort del bisbe per l'elecció del seu successor. La guerra va acabar el 1243. Després d'aquesta data, no va tenir més intervenció en els assumptes de l'Imperi, dedicant-se a la gestió del seu ducat.
Enric II va ser enterrat amb la seva segona esposa Sofia de Turíngia, en un mausoleu en el cor de l'església de l'abadia cistercenca de Villers-en-Brabant. El va succeir el seu fill Enric III.

## Matrimoni i fills
Es va casar abans de 1215 amb Maria de Hohenstaufen (1201 † 1235), filla de Felip de Suàbia, Rei dels Romans i d'Irene Àngel. Van ser pares de:
- Enric III (+ 1261), duc de Brabant;
- Felip, va morir jove;
- Matilde (nascuda el 1224, va morir el 1288), es va casar el 1237 amb Robert I de França (nascut 1216, mort 1250), comte d'Artois, i el 1254 amb Guiu III de Châtillon (+ 1289), comte de Saint Pol;
- Beatriu (1225 † 1288), es va casar el 1241 amb Enric Rspe (+. 1247), Landgravi de Turingia i rei dels Romans, i el 1247 amb Guiu III de Dampierre (1224 † 1251), comte de Flandes pel matrimoni amb Margarita II de Flandes;
- Maria (nascuda 1226, morta 1256), casada el 1254 amb Lluís II de Baviera (nascut el 1229, va morir 1294), duc de Baviera;
- Margarida (d. 1277), abadessa de Herzogenthal.

Vidu, es va tornar a casar el 1240 amb Sofia de Turíngia (nascuda 1224, morta 1275), filla de Lluís IV, landgrave de Turingia i d'Isabel d'Hongria. Van ser pares de:
- Enric I (nascut el 1244, va morir el 1308), Landgravi de Hesse, tronc de la casa de Hesse;
- Elisabeth (va néixer el 1243, va morir el 1261), es va casar en 1254 amb Albert I (nascut en 1236, va morir 1279), duc de Brunswick-Lüneburg.